# 岡田優希
岡田 優希（おかだ ゆうき、1996年5月13日 - ）は、神奈川県川崎市出身のプロサッカー選手。Jリーグ・奈良クラブ所属。ポジションはミッドフィールダー。

## 経歴
川崎フロンターレの下部組織出身。川崎U-18卒業後は早稲田大学に進学し、ア式蹴球部に入部。大学4年次の2018年はキャプテンに就任。同年9月2日にFC町田ゼルビアへの来季加入内定が発表され、12日には町田に特別指定選手として登録された。リーグ戦では得点ランキングで首位を走り、早大のリーグ優勝に貢献 。最終的に15得点をマークし得点王となった。
2019年よりFC町田ゼルビアに入団。2月24日、開幕戦の東京V戦で途中出場からJリーグデビューを果たした。2021年シーズン終了後、契約満了が発表。同年12月9日には、フクダ電子アリーナで行われたJリーグ合同トライアウトに出場した。
2022年2月26日、テゲバジャーロ宮崎に加入。同年J3で得点ランキング5位タイとなるチームトップの14得点を挙げた。
2023年、ギラヴァンツ北九州へ完全移籍。チーム得点王とはなったものの、得点数は前年の半分未満の6にとどまった。
2023年12月27日、奈良クラブへ完全移籍。

## 所属クラブ
- 登戸SC（川崎市立登戸小学校）
- 川崎フロンターレU-12（川崎市立登戸小学校）
- 川崎フロンターレU-15（川崎市立枡形中学校）
- 2012年 - 2014年 川崎フロンターレU-18（神奈川県立新城高等学校）
- 2015年 - 2018年 早稲田大学
  - 2018年9月 - 同年12月 FC町田ゼルビア（特別指定選手）
- 2019年 - 2021年  FC町田ゼルビア
- 2022年  テゲバジャーロ宮崎
- 2023年  ギラヴァンツ北九州
- 2024年 -  奈良クラブ

## 個人成績
| 国内大会個人成績 | 国内大会個人成績 | 国内大会個人成績 | 国内大会個人成績 | 国内大会個人成績 | 国内大会個人成績 | 国内大会個人成績 | 国内大会個人成績 | 国内大会個人成績 | 国内大会個人成績 | 国内大会個人成績 | 国内大会個人成績 |
| 年度             | クラブ           | 背番号           | リーグ           | リーグ戦         | リーグ戦         | リーグ杯         | リーグ杯         | オープン杯       | オープン杯       | 期間通算         | 期間通算         |
| 年度             | クラブ           | 背番号           | リーグ           | 出場             | 得点             | 出場             | 得点             | 出場             | 得点             | 出場             | 得点             |
| 日本             | 日本             | 日本             | 日本             | リーグ戦         | リーグ戦         | リーグ杯         | リーグ杯         | 天皇杯           | 天皇杯           | 期間通算         | 期間通算         |
| ---------------- | ---------------- | ---------------- | ---------------- | ---------------- | ---------------- | ---------------- | ---------------- | ---------------- | ---------------- | ---------------- | ---------------- |
| 2019             | 町田             | 18               | J2               | 23               | 0                | -                | -                | 1                | 0                | 24               | 0                |
| 2020             | 町田             | 13               | J2               | 33               | 4                | -                | -                | -                | -                | 33               | 4                |
| 2021             | 町田             | 13               | J2               | 27               | 0                | -                | -                | 1                | 0                | 28               | 0                |
| 2022             | 宮崎             | 31               | J3               | 23               | 14               | -                | -                | -                | -                | 23               | 14               |
| 2023             | 北九州           | 10               | J3               | 31               | 6                | -                | -                | 1                | 0                | 32               | 6                |
| 2024             | 奈良             | 31               | J3               | 38               | 13               | 0                | 0                | 2                | 0                | 40               | 13               |
| 2025             | 奈良             | 23               | J3               |                  |                  |                  |                  |                  |                  |                  |                  |
| 通算             | 日本             | 日本             | J2               | 83               | 4                | -                | -                | 2                | 0                | 85               | 4                |
| 通算             | 日本             | 日本             | J3               | 54               | 20               | 0                | 0                | 1                | 0                | 55               | 20               |
| 総通算           | 総通算           | 総通算           | 総通算           | 137              | 24               | 0                | 0                | 3                | 0                | 140              | 24               |

- Jリーグ初出場 - 2019年2月24日 J2リーグ第1節 対東京ヴェルディ戦（町田市立陸上競技場）
- Jリーグ初得点 - 2020年8月15日 J2リーグ第12節 対ギラヴァンツ北九州戦（ミクニワールドスタジアム北九州）
- 2018年 特別指定選手としての公式戦出場は無し（背番号16[12]）。

## タイトル

### クラブ
早稲田大学
- 関東大学サッカーリーグ戦1部（2018年）

### 個人
- 関東大学サッカーリーグ戦・ベストイレブン（2018年）
- 関東大学サッカーリーグ戦・得点王（2018年）

## 代表歴
- U-16日本代表
  - UAE U-16 Junior Friendly Tournament（2012年）
  - カスピアンカップ（2012年）